# Distrito de Meneng
Meneng (o Menen) es un distrito de Nauru. Está ubicado al sudeste de la isla, tiene una superficie de 3,1 km² y una población de 1400 habitantes. 

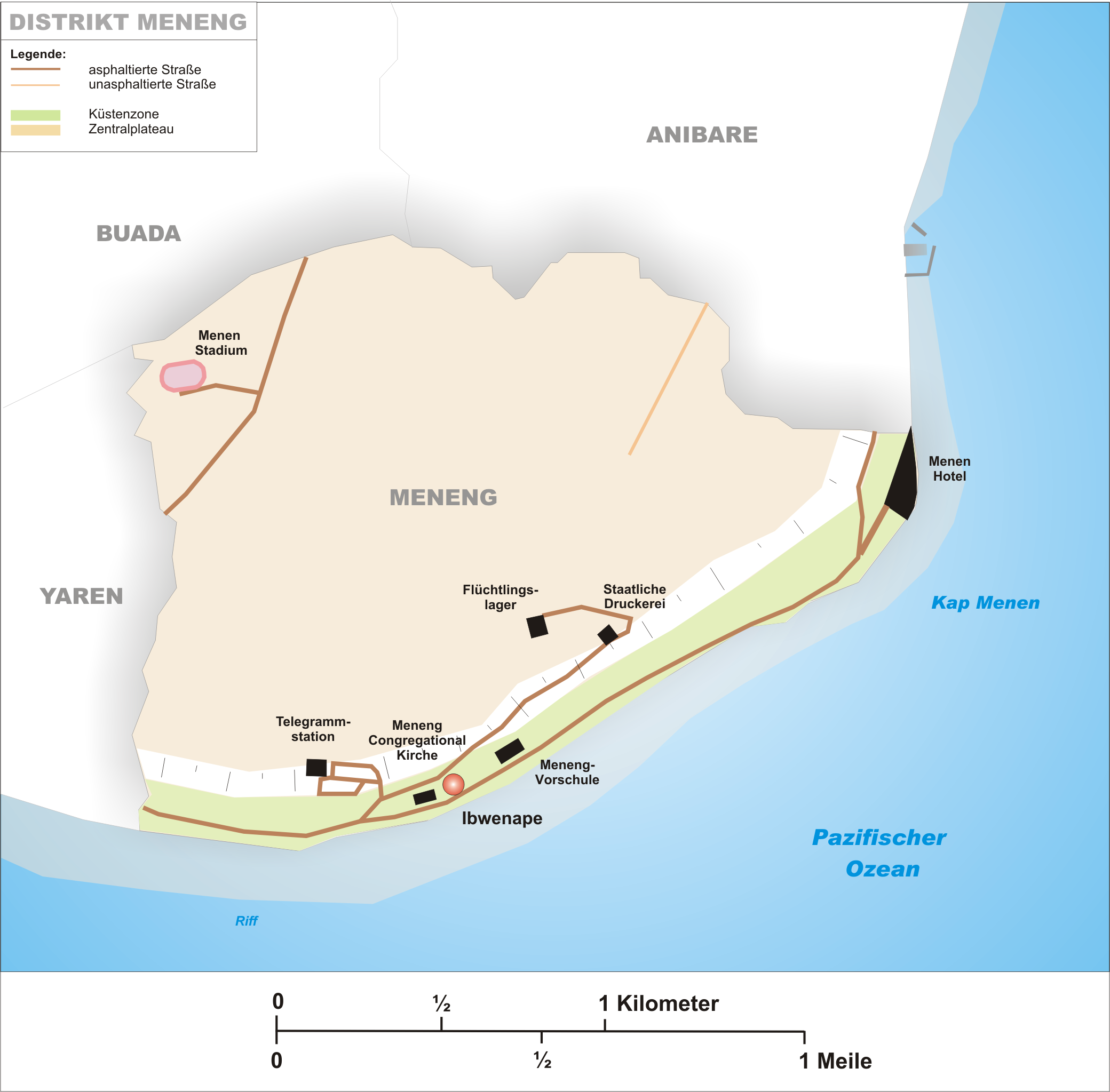
Mapa del Distrito.

En este distrito se encuentra el principal hotel de la isla, que se encuentra cerca de la bahía de Anibare, además está la Sede del Gobierno y el futuro Estadio de Meneng.

## Educación
La Escuela Infantil Meneng se encuentra en Meneng. Las escuelas primarias y secundarias que atienden a todo Nauru son la Escuela Primaria Yaren en el distrito de Yaren (años 1-3), la Escuela Primaria Nauru en el distrito de Meneng (años 4-6), el Colegio Nauru en el distrito de Denigomodu (años 7-9) y la Escuela Secundaria Nauru (años 10-12) en el distrito de Yaren.
El edificio actual de la Escuela Primaria de Nauru se inauguró el 6 de octubre de 2016. Canstruct, una empresa australiana, construyó el edificio de dos plantas, que cuenta con ocho aulas. El edificio, especialmente diseñado para el clima de Nauru, con ventiladores de techo y un flujo de aire especial, puede albergar hasta 400 alumnos y es resistente a los desastres naturales.